# Račice (Žďár nad Sázavou-i járás)
Račice település Csehországban, a Žďár nad Sázavou-i járásban. Račice Bobrová, Dlouhé és Zvole településekkel határos. Lakosainak száma 46 fő (2024. január 1.).

## Népesség
A település lakosságának változását az alábbi diagram mutatja:
| Lakosok száma | 143  | 156  | 148  | 92   | 61   | 54   | 47   | 41   | 51   | 46   |
|               | 1869 | 1900 | 1921 | 1961 | 1980 | 2011 | 2016 | 2019 | 2021 | 2024 |